# Lill-Hällsjön, Ångermanland
Lill-Hällsjön är en sjö i Härnösands kommun i Ångermanland och ingår i Ångermanälven-Gådeåns kustområde.